# Alchisme recurva
Alchisme recurva är en insektsart som beskrevs av Carl Stål. Alchisme recurva ingår i släktet Alchisme och familjen hornstritar. Inga underarter finns listade i Catalogue of Life.